# Wadih El Safi
Wadih El Safi (Niha, 1 de novembro de 1921 — Mansourieh, 11 de outubro de 2013) foi um cantor libanês.
Viveu no Brasil entre os anos de 1947 e 1950.
Em 1952 casa-se com Malvina Tanios Francis, sua prima, e juntos tiveram seis filhos: Dunia, Marline, Fadi, Antoine, George e Milad.
Wadih viajou o mundo e cantou em diversos idiomas, incluindo Francês, Italiano, e Português. Em 1991 foi premiado com um doutoramento honoris causa em música, da Universidade Saint-Esprit de Kaslik (USEK).